# Tăng Khải
Tăng Khải (tiếng Trung: 曾棨, 1372－1432), tự Tử Khải, hiệu Tây Thự. Ông là người huyện Vĩnh Phong, nay thuộc địa cấp thị Cát An, tỉnh Giang Tây. Ông đỗ trạng nguyên khoa thi tháng 3 năm Giáp Thân, Vĩnh Lạc thứ 2 (1404).
Tăng Khải sinh năm Hồng Vũ thứ 5 (1372). Ông là người thông minh, học rộng và nhớ lâu, nên được người đương thời gọi là "tài tử Giang Tây". Năm 1404, ông đỗ trạng nguyên. Người ta đồn rằng đúng ra danh hiệu trạng nguyên khoa thi này thuộc về Lưu Tử Khâm, nhưng do Tử Khâm kiêu căng ngạo mạn nên chủ khảo khoa thi là Giải Tấn không ưa, đã tiết lộ đề thi cho Tăng Khải. Điều này không được kiểm chứng nhưng năm 1407, một trong những tội khiến Giải Tấn phải bị biếm chức quan làm tham nghị Quảng Tây là đình thí độc quyển bất công, nghĩa là chấm bài thi đình không công minh. Ông được Minh Thành Tổ phong cho làm tu soạn. Làm quan tới thiếu chiêm sự của chiêm sự phủ, từng làm việc trong Văn Uyên các. Ông từng giữ chức phó tổng tài biên soạn Vĩnh Lạc đại điển.
Ông là người giỏi thư pháp, viết theo lối chữ thảo với nét viết mạnh mẽ. Sáng tác có Tây Thự tập.
Tăng Khải mất năm Tuyên Đức thứ 7 (1432) thời Minh Tuyên Tông.